# Antonio Giolitti
Antonio Giolitti (Roma, Itàlia 1915 - Roma, Itàlia 2010) fou un polític italià que va ser membre de la Comissió Europea entre els anys 1977 i 1985 i diverses vegades ministre al seu país.

## Biografia
Va néixer el 12 de febrer de 1915 a la ciutat de Roma, sent net del primer ministre Giovanni Giolitti.
El 27 d'octubre de 2006 li fou imposada la Gran Creu dels Cavallers per part del President d'Itàlia Giorgio Napolitano.

## Activitat política
Als inicis de la dècada del 1940 s'afilià al Partit Comunista Italià (PCI), que en aquells moments es trobava en clandestinitat, sent un activista de la resistència italiana anti-feixista, per la qual cosa fou arrestat diverses vegades en els anys posteriors. Al costat de Giancarlo Pajetta fundà les Brigades Garibaldi, des de la qual van contribuir a la lluita anti-feixista al Piemont, sent ferit el 1944, participant però a partir de l'abril de 1945 novament en l'alliberament d'Itàlia.
El 1946 fou escollit diputat al Parlament d'Itàlia pel PCI, escó que va mantenir fins al 1957. Aquell any abandonà el PCI per afiliar-se al Partit Socialista Italià (PSI), amb el qual fou reescollit diputat entre 1958 i 1976. El desembre de 1963 fou nomenat Ministre de Balanç i Programació Econòmica en el primer govern d'Aldo Moro, càrrec que va mantenir fins al juliol de 1964. Posteriorment tornà a ocupar aquest càrrec entre 1969 i 1972 sota els governs de Mariano Rumor i Emilio Colombo i entre 1973 i 1974 novament en un govern de Rumor.
El 1977 fou nomenat membre de la Comissió Jenkins, sent nomenat Comissari Europeu de Política Regional i Cohesió. L'any 1981 en la formació de la Comissió Thorn novament ocupà aquest càrrec.
El 1985 abandonà el PSI per una polèmica amb Bettino Craxi, sent posteriorment escollit senador independent pel Partit Comunista Italià (PCI-PDS). Abandonà la política activa el 1992 per dedicar-se a l'escriptura.